# Olivier Kwizera
Olivier Kwizera, né le 30 juillet 1995, est un footballeur rwandais évoluant actuellement au poste de gardien de but au Free State Stars FC .

## Palmarès
- Champion du Rwanda en 2014 avec l'APR FC